# Puchar Ministra Obrony Narodowej
La Puchar Ministra Obrony Narodowej (lit: Copa del Ministre de la Defensa Nacional) és una cursa ciclista d'un dia polonesa que es disputa a l'agost.

## Palmarès
| Any  | Vencedor               | Segon                  | Tercer                 |
| ---- | ---------------------- | ---------------------- | ---------------------- |
| 1958 | Adam Wisniewski        | Marian Więckowski      | Mieczysław Wilczewski  |
| 1959 | Janusz Paradowski      | Mieczysław Wilczewski  | Jerzy Jankowski        |
| 1960 | Jan Chtiej             | Mieczysław Wilczewski  | Stanisław Królak       |
| 1961 | Franciszek Kosela      | Jan Kudra              | Bogusław Fornalczyk    |
| 1962 | Tadeusz Zadrożny       | Józef Gawliczek        | Stanisław Królak       |
| 1963 | Zygfryd Widera         | Bogdan Błaszczyk       | Ginter Chmura          |
| 1964 | Ryszard Szałapski      | Józef Staroń           | Jerzy Linde            |
| 1965 | Tadeusz Zadrożny       | Jan Ścibiorek          | Stanisław Pawłowski    |
| 1966 | Zygmunt Hanusik        | Wojciech Goszczyński   | Ryszard Szałapski      |
| 1967 | Daniel Gráč            | Marian Forma           | Jan Magiera            |
| 1968 | Stanisław Demel        | Jan Magiera            | Józef Beker            |
| 1969 | Tadeusz Szpak          | Lech Kluj              | Tadeusz Prasek         |
| 1970 | Zygmunt Hanusik        | Pranas Knieža          | Wiesław Jezierski      |
| 1971 | Zenon Czechowski       | Stanisław Szozda       | Zbigniew Bielski       |
| 1972 | Stanisław Szozda       | Jan Smyrak             | Stanisław Labocha      |
| 1973 | Michal Klasa           | Dieter Gonschorek      | Ryszard Szurkowski     |
| 1974 | Vītauts Gaļinauskas    | Stanisław Boniecki     | Milan Puzrla           |
| 1975 | Aleksandr Averin       | Miroslav Sýkora        | Stefan Piasecki        |
| 1976 | Tadeusz Mytnik         | Petr Pavlíček          | Tadeusz Zawada         |
| 1977 | Ryszard Szurkowski     | Czesław Lang           | Janusz Kowalski        |
| 1978 | Lechosław Michalak     | Rudolf Hejhal          | Krzysztof Sujka        |
| 1979 | Lechosław Michalak     | Czesław Lang           | Ryszard Szurkowski     |
| 1980 | Ryszard Szurkowski     | Zbigniew Szczepkowski  | Krzysztof Sujka        |
| 1981 | Adam Zagajewski        | Czesław Lang           | Ryszard Szurkowski     |
| 1982 | Zbigniew Szczepkowski  | Adam Zagajewski        | Ramazan Galialetdinov  |
| 1983 | Zbigniew Szczepkowski  | Ryszard Szurkowski     | Adam Zagajewski        |
| 1984 | Lechosław Michalak     | Djamolidín Abdujapàrov | Hardy Gröger           |
| 1985 | Vladímir Pulnikov      | Vladimir Muravskis     | Djamolidín Abdujapàrov |
| 1986 | Uldis Ansons           | Zbigniew Szczepkowski  | Djamolidín Abdujapàrov |
| 1987 | Uldis Ansons           | Lechosław Michalak     | Andrei Txmil           |
| 1988 | Uldis Ansons           | JarosÅ‚aw Chojnacki    | Roberts Vinovskis      |
| 1989 | JarosÅ‚aw Chojnacki    | Sławomir Krawczyk      | Adam Wolański          |
| 1990 | Sławomir Krawczyk      | JarosÅ‚aw Chojnacki    | Radosław Romanik       |
| 1991 | Zbigniew Ludwiniak     | Jarosław Wsół          | Ľudovít Nazarej        |
| 1995 | Przemysław Mikołajczyk | JarosÅ‚aw Chojnacki    | Artur Krzeszowiec      |
| 1996 | Mariusz Bilewski       | Sławomir Chrzanowski   | Oleg Ruban             |
| 1997 | Grzegorz Wajs          | Paweł Niedźwiecki      | Krystian Zajdel        |
| 1998 | Przemysław Mikołajczyk | Zbigniew Piątek        | Radosław Romanik       |
| 1999 | Grzegorz Rosoliński    | Radosław Romanik       | Marek Kamiński         |
| 2000 | Hubert Nowak           | Marcin Lewandowski     | Arkadiusz Korycki      |
| 2001 | Kazimierz Stafiej      | Krzysztof Spławski     | Krzysztof Jeżowski     |
| 2002 | Raimondas Vilčinskas   | Wojciech Pawlak        | Bartłomiej Ksobiak     |
| 2003 | Kazimierz Stafiej      | Wojciech Pawlak        | Ján Valach             |
| 2004 | Adam Wadecki           | Grzegorz Żołędziowski  | Marcin Lewandowski     |
| 2005 | Grzegorz Żołędziowski  | Fabio Masotti          | Robert Radosz          |
| 2006 | Marcin Gębka           | Krzysztof Jeżowski     | Dariusz Rudnicki       |
| 2007 | Tarmo Raudsepp         | Kazimierz Stafiej      | Aleksejs Saramotins    |
| 2008 | Bartłomiej Matysiak    | Radosław Romanik       | Tomasz Lisowicz        |
| 2009 | Tomasz Kiendyś         | Konstantin Klimiankou  | Mateusz Taciak         |
| 2010 | Bartłomiej Matysiak    | Mateusz Taciak         | Adrian Honkisz         |
| 2011 | Tomasz Kiendyś         | Radosław Romanik       | Matej Jurčo            |
| 2012 | Damian Walczak         | Anatoli Pakhtussov     | Tomasz Smoleń          |
| 2013 | Bartłomiej Matysiak    | Mateusz Komar          | Łukasz Bodnar          |
| 2014 | Konrad Dąbkowski       | Grzegorz Stępniak      | Erik Baška             |
| 2015 | Erik Baška             | Grzegorz Stępniak      | Konrad Dąbkowski       |
| 2016 | Alois Kaňkovský        | Eryk Latoń             | Bartłomiej Matysiak    |
| 2017 | Alois Kaňkovský        | Eryk Latoń             | Sylwester Janiszewski  |
| 2019 | Norman Vahtra          | Siim Kiskonen          | Norbert Banaszek       |
| 2020 | Felix Groß             | Markus Pajur           | Stanisław Aniołkowski  |
| 2021 | Louis Bendixen         | Tord Gudmestad         | Patryk Stosz           |
| 2022 | Jesper Rasch           | Bartłomiej Proć        | Dennis van der Horst   |
| 2023 | Bartosz Rudyk          | Eduard-Michael Grosu   | Dennis van der Horst   |
| 2024 | Konrad Czabok          | Alexander Arnt Hansen  | Rick Ottema            |